# Marc Fumaroli

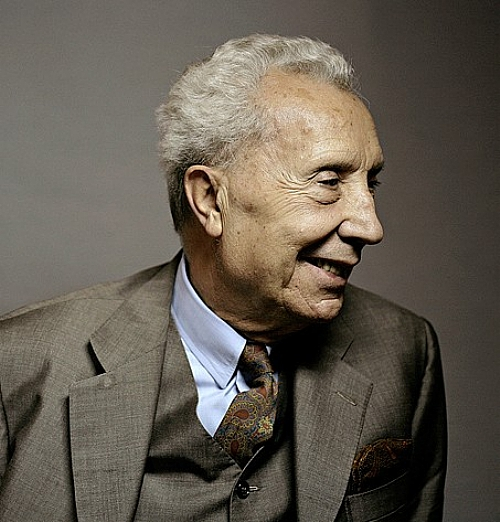
Marc Fumaroli, 2020

Marc Fumaroli (* 10. Juni 1932 in Marseille; † 24. Juni 2020 in Paris) war ein französischer Philologe, Literaturwissenschaftler, Historiker und Essayist, der ab 1995 Mitglied der Académie française war.

## Leben
Fumaroli, der seine Kindheit und Jugend in Fès verbrachte, erhielt seine Grundschulbildung durch seine Mutter, ehe er das Lycée in Fès besuchte, an dem er sein Baccalauréat erhielt. Nach dem Besuch des Lycée Thiers in Marseille absolvierte er ein Studium der Philosophie an der Universität Aix-Marseille sowie der Sorbonne und schloss dieses Studium 1958 ab. Im Anschluss leistete er zwischen September 1958 und Januar 1961 seinen Militärdienst.
Im September 1963 erhielt er ein dreijähriges Stipendium der Fondation Thiers und wurde 1965 Wissenschaftlicher Assistent an der Philosophischen Fakultät der Universität Lille. Nach Abschluss seiner Promotion zum Doktor der Philosophie an der Universität Paris IV im Juni 1976 wurde er dort Dozent und Nachfolger des im September 1975 verstorbenen Professors für französische Literatur des 17. Jahrhunderts Raymond Picard. Als solcher war er von 1976 bis 1986 Redakteur der Zeitschrift XVIIe siècle und zugleich zwischen 1978 und 2010 Mitglied der Redaktion der Zeitschrift Commentaire, die bis 1983 von Raymond Aron und seither von Jean-Claude Casanova geleitet wird. 1977 gehörte er zu den Gründungsmitgliedern der Internationalen Gesellschaft für die Geschichte der Rhetorik und war zwischen 1984 und 1985 deren Präsident sowie als solcher Organisator der Dritten Internationalen Tagung in Tours. Daneben war er zwischen 1984 und 1994 Direktor des Studienzentrums für die französische Sprache und Literatur des 17. und des 18. Jahrhunderts der Universität IV und des Centre national de la recherche scientifique (CNRS).
1986 nahm Fumaroli auf Empfehlung des Dichters Yves Bonnefoy und des Historikers Jean Delumeau den Ruf auf eine Professur für Rhetorik und Gesellschaft in Europa vom 16. bis zum 17. Jahrhundert am Collège de France an, der angesehensten wissenschaftlichen Institution Frankreichs. Neben dieser Lehrtätigkeit war er von 1993 bis 1999 Präsident der von Jacqueline de Romilly gegründeten Vereinigung zum Schutz der literarischen Bildung (S.E.L.). Im Oktober 2006 wurde er Nachfolger von Gabriel de Broglie als Präsident der interministeriellen Kommission für Terminologie. Darüber hinaus war er Gründer und Leiter des Europäischen Instituts für die Geschichte der Philosophie, das sich in der École normale supérieure in Paris befindet.
Er starb am 24. Juni 2020 im Alter von 88 Jahren.

## Ehrungen und Auszeichnungen
Fumaroli wurde am 2. März 1995 nach dem Tode von Eugène Ionesco Mitglied der Académie française und saß dort auf dem sechsten Sessel (Fauteuil 6). Darüber hinaus erfolgte 1998 die Wahl zum Mitglied der Académie des Inscriptions et Belles-Lettres, in der er den Platz von Georges Duby einnahm.
Er war sowohl Gastprofessor am All Souls College der University of Oxford 1983 sowie am Institut für angewandte Studien der Princeton University. Darüber hinaus wurden ihm zahlreiche Ehrendoktorwürden verliehen wie 1994 von der Universität Neapel, 1999 der Universität Bologna, 2004 der Universität Genua sowie 2005 der Universität Complutense Madrid.
Außerdem war er Mitglied zahlreicher wissenschaftlicher Akademien wie der British Academy (ab 1989), der Academia Europaea (ab 1990), der American Academy of Arts and Letters (ab 1996) sowie, ab 1997, der Accademia Nazionale dei Lincei und der American Philosophical Society. Als Nachfolger von René Pomeau wurde er zudem Präsident der französischen Gesellschaft für Literaturgeschichte. 2001 wurde ihm der Balzan-Preis verliehen.
Schließlich war er Kommandeur der Ehrenlegion, des Ordre national du Mérite, des Ordre des Palmes Académiques sowie des Ordre des Arts et des Lettres und Großoffizier (Grande Ufficiale) des Verdienstordens der Italienischen Republik.

## Veröffentlichungen
- L'Âge de l'éloquence – rhétorique et «res literaria» de la Renaissance au seuil de l'époque classique, Droz, 1980; Neuauflage Albin Michel, 1994, ISBN 2-226-06951-8
- Héros et Orateurs, rhétorique et dramaturgie cornélienne, Droz, 1990
- L’État culturel – une religion moderne, Éditions de Fallois, 1991; Neuauflage Livre de Poche, 1999, ISBN 2-253-06081-X
- La Diplomatie de l’esprit – de Montaigne à La Fontaine, Hermann, 1995; Neuauflage 1998, ISBN 2-7056-6380-0
- Rome et Paris – capitales de la République européenne des Lettres, 1999, ISBN 3-8258-3861-7
- Histoire de la rhétorique dans l’Europe moderne – 1450–1950, Presses Universitaires de France, 1999, ISBN 2-13-049526-5
- L’École du silence. Le sentiment des images au XVIIème siècle, Paris, Flammarion, 1999, ISBN 978-2-07-042132-9
- Quand l’Europe parlait français, Éditions de Fallois, 2001, ISBN 2-87706-426-3
- Chateaubriand – Poésie et Terreur, Éditions de Fallois, 2003, ISBN 2-87706-483-2
- Maurice Quentin de La Tour et le siècle de Louis XV, Éditions du Quesne, 2005, ISBN 2-909989-23-2
- Exercices de lecture – De Rabelais à Paul Valéry, Gallimard, «Bibliothèque des idées», 2006, ISBN 2-07-072985-0
- Peinture et Pouvoirs aux XVIIe et XVIIIe siècles – de Rome à Paris, Faton, 2007, ISBN 978-2-87844-094-2
- Paris-New York et retour : Voyage dans les arts et les images Journal 2007–2008, Fayard, 2009, ISBN 978-2-213-62483-9
- Discours de réception de Jean Clair à l’Académie Française et réponse de Marc Fumaroli, Gallimard, 2009, ISBN 9782070127825
- Le Big bang et après ?, Mitautoren Alexandre Adler, Blandine Kriegel und Trịnh Xuân Thuận, Albin Michel, 2010, ISBN 9782226207456
- L’Homme de cour, préface-essai sur l'œuvre de Baltasar Gracián, Gallimard, «Folio Classique», 2011, ISBN 978-2-07-042132-9

## Hintergrundliteratur
- Roxanne Roy: Marc Fumaroli : rayonnement d’une oeuvre, 2007